# Amathay-Vésigneux
Amathay-Vésigneux – miejscowość i gmina we Francji, w regionie Burgundia-Franche-Comté, w departamencie Doubs.
Według danych na rok 1990 gminę zamieszkiwało 149 osób, a gęstość zaludnienia wynosiła 12 osób/km² (wśród 1786 gmin Franche-Comté Amathay-Vésigneux plasuje się na 595. miejscu pod względem liczby ludności, natomiast pod względem powierzchni na miejscu 310.).